# التصوف الشرعي الذي يجهله كثير من مدعيه ومنتقديه (كتاب)
التصوف الشرعي الذي يجهله كثير من مدعيه ومنتقديه كتاب لسيد نور بن سيد علي، قدم فيه دراسة وجيزة عن حقيقة التصوف وأنه عبارة عن طريقة لإصلاح القلوب وتزكية النفوس، وبين حقيقة المبتدعة المنتسبين للصوفية وسلكوا سلوكاً شائناً باسم التصوف، كما فند فيه من استدل ببعض مدعي التصوف، ليبني عليه حكما عاما حول الصوفية، فنجد المؤلف يرجع إلى أقوال كثير من المنتقدين وخاصة ابن تيمية وابن القيم وكيف فرقوا بين أفعال مدعي التصوف، وقد رد على بعض المنتقدين المعاصرين، ونقل من كتب علماء التصوف أيضا ليبين الحقيقة التي يجهلها كثير من الناس.